# Tour de France 2019/14. Etappe
Die 14. Etappe der Tour de France 2019 fand am 20. Juli 2019 statt. Die ursprünglich 117,5 Kilometer lange Berg-Etappe führte von Tarbes zum Col du Tourmalet. Aufgrund einer Demonstration gegen eine geplanten Schweinemastanlage wurde der neutralisierte Start um 6,5 Kilometern verlängert, die Gesamtlänge der Etappe verkürzte sich auf 111 Kilometer. Der Deutsche Maximilian Schachmann (Bora-hansgrohe) trat aufgrund dreier Brüche in der linken Hand, die er sich bei einem Sturz in der 13. Etappe zugezogen hatte, nicht mehr an. Der Etappenstart war um 13:35 Uhr am Halle Marcadieu, der scharfe Start erfolgte um 14:00 Uhr westlich von Ossun.

## Rennverlauf
Nach mehreren Versuchen konnte sich wenige Kilometer nach dem Start eine erfolgreiche Spitzengruppe aus 17 Fahrern etablieren. Mit dabei waren Peter Sagan, Alexis Vuillermoz, Vincenzo Nibali, Matej Mohorič, Matthieu Ladagnous, Carlos Verona, Luis León Sánchez, Sergio Henao, Lennard Kämna, Tim Wellens, Lilian Calmejane, Romain Sicard, Rein Taaramäe, Ilnur Sakarin, Marco Haller, Guillaume Martin und Élie Gesbert. Nach 30 Kilometern konnte sie einen Vorsprung von etwa 3 Minuten herausarbeiten.
Auf dem Weg zum Col du Soulor, dem zweiten Anstieg dieser Etappe, hatte die Spitzengruppe einen Vorsprung von etwa 2:50 Minuten zum Hauptfeld. Dabei attackierten Nibali, Wellens und Gesbert aus der Spitzengruppe. Wellens festigte seine Führung in der Bergwertung. Im Hauptfeld übernahm währenddessen das Movistar Team die Führungsarbeit und erhöhte das Tempo, dabei konnten viele Fahrer nicht mehr mithalten; das Hauptfeld schrumpfte auf etwa 30 Fahrer. Hinter dem Spitzentrio fuhr eine fünfköpfige Verfolgergruppe aus Kämna, Sanchez, Calmejane, Sicard und Sakarin. Der Abstand zur Verfolgergruppe betrug nach der Überquerung der zweiten Bergwertung bei etwa 30 Sekunden, zum Peloton lag der Abstand bei etwa 1:30 Minuten.
Kurz nach der Zwischensprintwertung konnte die Verfolgergruppe sich dem Spitzentrio aufschließen, von nun an führte eine achtköpfige Ausreißergruppe die Etappe an. Der Abstand zum Peloton betrug derweil unter einer Minute. Rund 28 Kilometer vor dem Ziel attackierte Romain Sicard. Kurz bevor das Peloton die Verfolgergruppe einholen konnte, gingen Élie Gesbert sowie Lilian Calmejane in die Offensive und versuchten Sicard einzuholen. Auf dem Weg zum Col du Tourmalet hatte Sicard einen Vorsprung von knapp einer Minute zum Verfolgerduo und etwa 1:30 Minuten zum Peloton. Gesbert überholte Sicard rund 16 Kilometer vor dem Ziel. Auf dem Schlussanstieg verschärfte das Movistar Team das Tempo im Peloton, woraufhin mehrere Fahrer nicht mehr mithalten konnten. Favoriten wie Adam Yates (etwa 12 Kilometer vor dem Ziel) oder Nairo Quintana (etwa 10 Kilometer vor dem Ziel) hatten Probleme und fuhren ihr eigenes Tempo. Gesbert wurde von den Verfolgern gestellt, er wurde von der Jury zum kämpferischsten Fahrer der Etappe gekürt. Kurz danach übernahm Team Ineos die Führungsarbeit und Warren Barguil nutzte die Gelegenheit, um sich als Solist den Etappensieg zu sichern. Der Franzose konnte sich einen kleinen Vorsprung erarbeiten, doch der Vorsprung schrumpfte und wurde wieder eingeholt. Denn David Gaudu und Thibaut Pinot verschärften das Tempo. Mehrere Verfolger wie Bauke Mollema, Daniel Martin, Alejandro Valverde fielen auf den letzten Kilometern zurück, wenig später mussten Jakob Fuglsang, Rigoberto Urán und Barguil loslassen – durch eine weitere Tempoverschärfung von Team Jumbo-Visma (Kruijswijk, Laurens De Plus und George Bennett). Kurz nach dem flamme rouge konnte Geraint Thomas nicht mehr mithalten und fiel zurück, der von Urán überholt wurde.
In der Spitzen fuhren nun sechs Fahrer um den Etappensieg: Emanuel Buchmann, Thibaut Pinot, Steven Kruijswijk, Egan Bernal, Mikel Landa und Julian Alaphilippe. Im Schlusssprint entschied Pinot den Sieg für sich und bekam zudem das Souvenir Jacques Goddet überreicht. Alaphilippe wurde Zweiter und baute seine Führung im Gesamtklassement aus. Etappendritter wurde Kruijswijk. Egan Bernal wurde wieder Führender in der Nachwuchswertung. Das Movistar Team übernahm die Führung in der Mannschaftswertung.

## Zeitbonus
| Zeitbonus am Etappenziel | Zeitbonus am Etappenziel |
| Fahrer                   | Zeitbonus                |
| ------------------------ | ------------------------ |
| Thibaut Pinot (GFC)      | 10 Sekunden              |
| Julian Alaphilippe (DQT) | 6 Sekunden               |
| Steven Kruijswijk (TJV)  | 4 Sekunden               |

## Aufgaben
- Maximilian Schachmann (BOH): Nicht zur Etappe angetreten